# CWT
CWT (ранее Carlson Wagonlit Travel) — крупное европейское агентство, обслуживающее туристов и деловых клиентов.
CWT помогает компаниям любого размера а также государственным учреждениям и неправительственным организациям оптимизировать свои программы поездок и предоставляет лучшее в своем классе обслуживание туристов.
CWT также играет важную роль в совещаниях и управлении мероприятиями, предоставляя стратегическое ноу-хау и прочие услуги по поиску технологических решений, помогающих компаниям использовать наилучшим образом свои инвестиции.
Она действует в 152 странах и территориях, где работают 18000 сотрудников. Компания имеет $ 24,3 млрд годового объёма продаж (в том числе продаж совместных предприятий) в 2010 году, транзакции составили 57 млн.

## История
Корпорация действует с 1994 года и является результатом слияния 50/50 двух крупных туристических предприятий. Сторона Carlson была первоначально сетью турагентств Спросите мистера Фостера , которая была переименована в сеть Carlson Travel Network в 2000 году. Сторона Wagonlit произошла от крупного турагентства Compagnie Internationale des Wagons-Lits. После слияния компаний Accor сохранил за собой 50 % акций, до 2006 года. Accor продала свои акции в сделке на сумму € 500 млн, тем самым придавая ценность в € 1 млрд КВТ.
Компания находится в совместной собственности у Carlson, частной корпорации, состоящей из отелей, ресторанов, турагентств, точек сбыта, и One Equity Partners, частной партнерской компании JPMorgan Chase.